# Yamia
Yamia là một chi nhện trong họ Theraphosidae.

## Các loài
Chi này gồm các loài:
- Yamia baeri (Simon, 1877)
- Yamia bundokalbo (Barrion & Litsinger, 1995)
- Yamia muta (Giltay, 1935)
- Yamia watasei Kishida, 1920